# Агатонісі
Агатонісі (грец. Αγαθονήσι — колючий острів) — острів в Егейському морі, що належить Греції. 

## Географія
Входить до групи островів Додеканес (Південні Споради). Острів Агатонісі розташований до 30 км на схід від Патмоса. Острів займає площу приблизно 13,6 км². Найвища точка острова 209 метрів над рівнем моря. 

## Населення
Згідно перепису населення 2001, На острові проживало 158 осіб. Головне поселення називається Мегало-Хоріо, що означає «велике село» що відрізняє його від ще більш крихітного Мікро-Хоріо. 
| Греція | Це незавершена стаття з географії Греції. Ви можете допомогти проєкту, виправивши або дописавши її. |